# Kobylisy (zajezdnia tramwajowa)
Kobylisy – jedna z ośmiu czynnych praskich zajezdni tramwajowych, eksploatowanych przez przedsiębiorstwo Dopravní podnik hlavního města Prahy. Znajduje się przy ulicy Maškova 700/1 w części miasta Kobylisy, w dzielnicy Praga 8.

## Historia
Zajezdnia w Kobylisach jest ostatnią zajezdnią, którą przed II wojną światową zbudowało ówczesne przedsiębiorstwo Elektrické podniky hlavního města Prahy. Została otwarta 30 kwietnia 1939 r. i zastąpiła zlikwidowaną zajezdnię w Holešovicach z końca XIX wieku.
Zajezdnia składa się z czterech hal, w których znajduje się po pięć torów postojowych. Od czasu zakończenia budowy przez wiele lat nie wprowadzono zmian w układzie torowisk; w 1970 r. zbudowano jedynie tor okrężny. Rozległą przebudowę układu torowego przeprowadzono w lipcu i sierpniu 2009 r., przy okazji usuwając tor wokół hali zajezdni (od tamtego czasu ostatnią zajezdnią z okrężnym torem jest zajezdnia Žižkov).
Na zachód od zajezdni znajduje się pętla tramwajowa o tej samej nazwie.

## Tabor i obsługiwane linie
Według stanu z 1 kwietnia 2019 r. w zajezdni stacjonowało 110 tramwajów Tatra T3R.P, 43 tramwaje Škoda 14T i jeden pług. Zajezdnia obsługuje linie dzienne nr 3, 6, 8, 10, 12, 14, 17, 24 nocne nr 92, 93, 94 i 95.